# Berne (Basse-Saxe)
Pour les articles homonymes, voir Berne (homonymie).
Berne est une ville du Land de Basse-Saxe en Allemagne, dans l'arrondissement de Wesermarsch.

## Histoire
| Appartenances historiques Principauté archiépiscopale de Brême 1063-1601 Comté d'Oldenbourg 1601-1774 Duché d'Oldenbourg 1774-1811 Empire français (Bouches-du-Weser) 1811-1814 Duché d'Oldenbourg 1814-1829 Grand-duché d'Oldenbourg 1829-1918 République de Weimar 1918-1933 Reich allemand 1933-1945 Allemagne occupée 1945-1949 Allemagne 1949-présent |

## Personnalités liées à la ville
- Burckhardt Christoph von Münnich (1683-1767), général russe ;
- Dieter Bohlen (1954-), chanteur du groupe Modern Talking ;
- Karin Logemann (1961-), femme politique ;

## Jumelages
- Vértessomló (Hongrie) depuis 2001